# Lac Matheson
Le lac Matheson est un lac de Nouvelle-Zélande situé dans le district de Westland de la région de West Coast à proximité du glacier Fox. C'est un lac dystrophique.

## Géographie
Le lac Matheson a été formé par glaciation il y a quelque 14 000 ans. Il est situé au fond de la vallée, à environ douze kilomètres de l'actuel glacier Fox et de l'Aoraki (ou Mount Cook), le plus haut sommet de Nouvelle-Zélande, et du mont Tasman.

## Dans la culture maori
Le lac est un mahinga kai traditionnel (lieu de production alimentaire) pour le peuple maori, notamment pour les longues anguilles à nageoires présentes dans le lac et de nombreux oiseaux aquatiques.